# Sílvio da Fontoura Rangel
Sílvio da Fontoura Rangel (,  — , ) foi um político brasileiro, prefeito da cidade de Nova Friburgo.
Com base eleitoral na cidade de Vassouras, em 1915 foi eleito deputado estadual no Rio de Janeiro; sendo reeleito em 1919.
Apoiado por Nilo Peçanha e combatendo os integrantes do grupo politico de Galdino do Vale, tornou-se vereador em Nova Friburgo, na região serrana do estado do Rio de Janeiro, onde presidiu a Câmara Municipal da cidade de 8 de janeiro de 1916 a 19 de julho de 1922.
Exerceu por três vezes o Governo Municipal de Nova Friburgo. No primeiro período de 8 de janeiro de 1916 a 28 de agosto de 1916 e depois de 2 de dezembro de 1918 até 3 de janeiro de 1919. No período intermediário o País se encontrava em guerra contra a Alemanha. Dedicou-se principalmente a remodelação urbanística da cidade, embelezando e modificando a atual Praça Presidente Getúlio Vargas, e prosseguindo a pavimentação dos logradouros públicos.
Em 1930 foi eleito deputado federal pelo estado do Rio de Janeiro. Mas não chegou a tomar posse, os acontecimentos da Revolução de 1930 extinguiu todos os órgãos legislativos do país.